# Ecublens VD
| VD ist das Kürzel für den Kanton Waadt in der Schweiz. Es wird verwendet, um Verwechslungen mit anderen Einträgen des Namens Ecublens zu vermeiden. |

Ecublens ([ekyblɑ̃], im einheimischen frankoprovenzalischen Dialekt [ekubjɛ̃̃]) ist eine politische Gemeinde im Distrikt Ouest lausannois des Schweizer Kantons Waadt. Die Stadt befindet sich im westlichen Teil der Agglomeration Lausanne. Der südliche Teil von Ecublens gehört zur Kirchgemeinde Ecublens-Saint-Sulpice, der nördliche zur Kirchgemeinde Chavannes-Epenex.

## Geographie

Luftbild: Ecublens links (1960)

Ecublens liegt auf 428 m ü. M., 6 km westlich der Kantonshauptstadt Lausanne (Luftlinie). Das ursprüngliche Dorf erstreckt sich auf einem Moränenwall zwischen den Tälern von Venoge und Sorge, im Waadtländer Mittelland, an aussichtsreicher Lage rund 50 m über dem Seespiegel des Genfersees.
Die Fläche des 5,7 km² grossen Gemeindegebiets umfasst einen Abschnitt nördlich des Genfersees. Ecublens grenzt nicht direkt an den See; die südliche Grenze verläuft stets entlang der Kantonsstrasse, welche von Lausanne westwärts nach Morges führt. Der zentrale Teil des Gemeindeareals wird von einem Moränenwall eingenommen, der in seinem südlichen Abschnitt 433 m ü. M., im nördlichen Teil beim Château de la Motte 443 m ü. M. erreicht (höchste Erhebung von Ecublens). Die Moräne wurde vom eiszeitlichen Rhonegletscher abgelagert.
Westlich dieser Moränenhöhe erstreckt sich der Gemeindeboden in die breite Talniederung der Venoge, welche mit ihren Mäandern die Gemeindegrenze bildet. Nach Osten reicht das Gebiet in die Talniederung der Sorge und in einem schmalen Zipfel über das Universitäts- und EPFL-Gelände bis zum Landsitz Dorigny und an den Unterlauf der Chamberonne. Im Norden reicht der Gemeindebann über das Waldgebiet Bois d’Ecublens zur Eisenbahnlinie Lausanne-Genf, die auf weite Strecken die nördliche Grenze bildet. Von der Gemeindefläche entfielen 1997 56 % auf Siedlungen, 13 % auf Wald und Gehölze und 31 % auf Landwirtschaft.
Zu Ecublens gehören das Dorf Renges (404 m ü. M.) am Westfuss des Moränenwalls im Tal der Venoge, der Weiler Bassenges (407 m ü. M.) am Ostabhang der Moräne, die Siedlung Epenex (420 m ü. M.) zwischen Autobahnzubringer A1A und Eisenbahn sowie verschiedene Wohnquartiere und Gewerbezonen. Nachbargemeinden von Ecublens sind Denges, Echandens, Bussigny, Renens, Chavannes-près-Renens und Saint-Sulpice (VD).

## Bevölkerung
| Bevölkerungsentwicklung | Bevölkerungsentwicklung |
| Jahr                    | Einwohner               |
| ----------------------- | ----------------------- |
| 1850                    | 613                     |
| 1900                    | 777                     |
| 1910                    | 972                     |
| 1930                    | 1013                    |
| 1950                    | 1269                    |
| 1960                    | 2240                    |
| 1970                    | 6379                    |
| 1980                    | 7615                    |
| 1990                    | 9743                    |
| 2000                    | 10'227                  |

Mit 13'320 Einwohnern (Stand 31. Dezember 2023) gehört Ecublens zu den grossen Gemeinden des Kantons Waadt. Von den Bewohnern sind 76,5 % französischsprachig, 6,5 % italienischsprachig und 4,6 % sprechen Deutsch (Stand 2000). Die Bevölkerungszahl von Ecublens verdoppelte sich im Zeitraum zwischen 1850 und 1950. Danach setzte eine markante Bevölkerungszunahme und Urbanisierung im Sog der Stadt Lausanne ein. Die Einwohnerzahl hat sich innerhalb von 50 Jahren verachtfacht, wobei besonders grosse Zuwachsraten während der 1960er Jahre verzeichnet wurden. Mit der Überschreitung der 10'000-Einwohner-Grenze wurde Ecublens die 12. Stadt des Kantons Waadt. Heute ist das Siedlungsgebiet von Ecublens lückenlos mit denjenigen von Renens, Chavannes-près-Renens und Saint-Sulpice zusammengewachsen.

## Wirtschaft
Ecublens war bis Mitte des 20. Jahrhunderts ein vorwiegend durch die Landwirtschaft, insbesondere durch den Weinbau geprägtes Dorf. Danach entwickelte es sich zu einem Industrie- und Wohnvorort von Lausanne.
Heute bietet die Gemeinde rund 11000 Arbeitsplätze an. Mit 0,3 % der Erwerbstätigen, die noch im primären Sektor beschäftigt sind, hat die Landwirtschaft nur noch einen marginalen Stellenwert in der Erwerbsstruktur der Bevölkerung. Etwa 25 % der Erwerbstätigen sind im industriellen Sektor tätig, während der Dienstleistungssektor 75 % der Arbeitskräfte auf sich vereinigt (Stand 2001).
Grössere Industrie- und Gewerbezonen entstanden seit den 1960er Jahren im Tal der Venoge, sowohl im nördlichen Abschnitt am Ortsrand von Bussigny-près-Lausanne als auch im südlichen Teil bei Valeyre und im Bereich von Epenex nahe dem Bahnhof von Renens. Im Lauf der Zeit haben sich auf dem Gemeindegebiet von Ecublens verschiedene Grossunternehmen niedergelassen. Dazu gehören die Socsil SA (seit 1959; Anästhesie-Gase), die Socorex-Isba SA (seit 1962), die Maillefer SA (seit 1964; Kabelmaschinen), die Sapal SA (seit 1964; Verpackungsmaschinen), die Applied Research Laboratories SA (seit 1970; Spektrographie-Apparate), die Thévenaz-Leduc SA (seit 1972) und die Sirec SA (seit 1972). Ausserdem ist Ecublens seit 1979 Verwaltungssitz der Migros Vaud.
Neue Wohnüberbauungen entstanden am nördlichen Rand des ursprünglichen Dorfzentrums und in Epenex. Einfamilienhaus- und Villenquartiere befinden sich auf dem Moränenwall zwischen den Tälern von Venoge und Sorge.

## Bildung
Ecublens hat sich im Laufe der Zeit als Bildungszentrum etabliert. Seit dem Beginn der 1970er Jahre ist die Gemeinde Standort der Eidgenössischen Technischen Hochschule Lausanne (EPFL) sowie der Universität Lausanne (UNIL). 1977 zog die Waadtländer Kantonsbibliothek (BCU) ebenfalls nach Ecublens. Das als Campus Lausanne bezeichnete Hochschulgelände befindet sich zwischen der Kantonsstrasse Lausanne–Morges und dem Bachlauf der Sorge und nimmt ein Fünftel des Gemeindegebietes ein.

## Verkehr
Ecublens wird durch die Linie M1 der Métro Lausanne der Transports publics de la région Lausannoise bedient; diese wurde am 24. Mai 1991 unter dem Namen TSOL (Tramway Sud-Ouest Lausannois) von Bundesrat Adolf Ogi eröffnet. Eine Buslinie verkehrt nach Morges.
Zudem liegt die Gemeinde an der Hauptstrasse 1 von Lausanne dem Ufer des Genfersees entlang nach Genf. Durch das nördliche Gemeindeareal ziehen sich die Hauptverkehrsstränge von Eisenbahn und Autobahn zwischen Lausanne und Genf. Nördlich des Dorfes befindet sich die Verzweigung Ecublens, an welcher der westliche Stadtzubringer von Lausanne (A1A) auf die 1964 eröffnete Autobahn A1 trifft. Der nächste Anschluss an die Autobahn liegt rund 3 km vom Ort entfernt.

## Geschichte
Das Gemeindegebiet von Ecublens war schon sehr früh besiedelt. Die ältesten bei Ausgrabungen gefundenen Objekte stammen aus der Bronzezeit. Weitere Funde datiert man auf die Latène-Kultur (jüngere Stufe der Eisenzeit, 500/400–15 v. Chr.) und auf die Römerzeit. Unbekannten Datums sind die Erdwälle bei der Örtlichkeit Château de la Motte.
Erstmals urkundlich erwähnt wird der Ort um 958/959 als in villa Escublens, später als  Scubilingis (964), Scublens (1147), Esciblens (1161), Scubleins (1220) und wieder Escublens (1228). Der Ortsname geht vermutlich auf den Personennamen Scubilo zurück und bedeutet demnach «bei den Leuten des Scubilo».
Seit dem 10. Jahrhundert gehörte Ecublens zum Territorium von Renens. Im Mittelalter ist auch eine lokale Adelsfamilie erwähnt. Mit der Eroberung der Waadt durch Bern im Jahr 1536 kam das Dorf unter die Verwaltung der Landvogtei Lausanne und bildete darin eine Kastlanei mit Gerichtshof. Nach dem Zusammenbruch des Ancien Régime gehörte Ecublens von 1798 bis 1803 während der Helvetik zum Kanton Léman, der anschliessend mit der Inkraftsetzung der Mediationsverfassung im Kanton Waadt aufging. 1798 wurde es dem Bezirk Morges zugeteilt, zu dem es bis heute gehört; 1803 erhielt es den Rang eines Kreishauptortes.
Bis in die 1920er Jahre war die Gemeinde relativ unbedeutend, doch im Laufe des Jahrhunderts hat sich Ecublens zu einer Vorortsgemeinde von Lausanne entwickelt, die Anzahl der Einwohner hat sich dabei beinahe verzehnfacht. Im Jahre 1946 sollte in Ecublens gar ein Flughafen gebaut werden, der Vorschlag wurde jedoch in einem Referendum abgelehnt.

## Sehenswürdigkeiten
- Die Dorfkirche Saint-Pierre, deren Ursprung auf das 12. Jahrhundert zurückgeht, erhielt ihre heutige Gestalt im 18. Jahrhundert. Das Pfarrhaus stammt von 1740.
- Das Herrenhaus La Tour im Berner Stil wurde im ausgehenden Mittelalter erbaut.
- Das Herrenhaus Le Foyer in Bassenges stammt aus dem 18. Jahrhundert.
- Dem Bois d’Ecublens (Wald von Ecublens) sagte man nach, er sei so schön, dass sogar Postkarten davon existieren. Heute zerschneiden Autobahn und Bahnlinie den Wald, so dass es nur noch wenige ursprüngliche Stellen gibt.
- Die Moräne von Ecublens, die nicht mehr als solche zu erkennen ist, wird aufgrund der guten Aussicht dennoch von vielen Touristen besucht.
- Die Galerie du Pressoir im Ortsteil Bassenges, ursprünglich eine Traubenpresse und ein Backhaus, fungiert heute als Kunstgalerie.
- Das Druckereimuseum Encre et plomb.
- Das Schloss Dorigny, 1770 von Etienne de Loys erbaut, ist heute ein Teil der Universität von Lausanne.

## Persönlichkeiten
- Jacques Neirynck (1931–2025), Politiker, Elektrotechniker, Verbraucherschützer und Autor, lebte in Ecublens